# Obersturmführer

Límcové výložky SS-Obersturmführera

Obersturmführer byla hodnost příslušníků paramilitárních jednotek NSDAP oddílů Sturmabteilung (SA) a Schutzstaffel (SS). Přeložit do češtiny se dá jako "starší vůdce útočné jednotky".
Hodnost Obersturmführer byla prvně založena v roce 1932 poté, co došlo k expanzi jednotek Sturmabteilung (SA) a bylo potřeba vytvořit více hodností v důstojnickém sboru. Ve stejnou dobu se hodnost stala také hodností jednotek SS.
Jako hodnost jednotek SA byla typickou pro nižšího důstojníka u roty, který měl na starosti 50 až 100 mužů. U Schutzstaffel (SS) byla hodnost Obersturmführer držena velkou řadou profesí od důstojníků gestapa, štábních pobočníků až po zástupce velitele koncentračních táborů nebo velitele čet u Waffen-SS. Hodnost Obersturmführer byla jak u SS tak i u SA ekvivalentem pro armádní hodnost Oberleutnant (nadporučík).
Límcové označení Obersturmführera bylo tvořeno třemi stříbrnými peckami a jedním stříbrným pruhem na černém poli a bylo nošeno na levé straně límce naproti označení jednotky. Na klasickou šedou polní uniformu SS byly přiděleny nárameníky armádního nadporučíka Wehrmachtu. Hodnosti Obersturmführer byla podřízena hodnost Untersturmführer a nadřízena Hauptsturmführer.
Podobné označení obersturmbannführer označuje jinou, vyšší hodnost (známými obersturmbannführery byli Rudolf Höss a Adolf Eichmann).